# قاعدة جبل علي الجوية البحرية
قاعدة جبل علي الجوية البحرية (إياتا: DJH)، والمختصرة باسم جبل علي (SPB)، هي قاعدة للطائرات المائية في جبل علي، الإمارات العربية المتحدة.

## شركات الطيران والوجهات
| شركـات طيـران                | الوجهات                                    |
| ---------------------------- | ------------------------------------------ |
| Seawings operated by Jet Ops | Jebel Ali Seaplane Base (circular flights) |

## روابط خارجية
- يتم إعادة توجيه صفحة معلومات منتجع جبل علي للجولف الخاصة بجبل علي SPB إلى الصفحة الرئيسية ، جرب إصدار الأرشيف https://web.archive.org/web/20170629060355/http://www.jaresortshotels.com/Properties/JAGR/SportsLeيسير/Seaplane .aspx .